# Neoppia bayoumii
Neoppia bayoumii är en kvalsterart som först beskrevs av Al-Assiuty och El-Deeb 1983.  Neoppia bayoumii ingår i släktet Neoppia och familjen Oppiidae. Inga underarter finns listade i Catalogue of Life.